# Dygesta małopolsko-wielkopolskie
Dygesta małopolsko-wielkopolskie – połączony tekst statutów Kazimierza Wielkiego wydanych oddzielnie dla Wielkopolski i Małopolski, składający się w przeważającej części z artykułów małopolskich. Powstały na początku lat dwudziestych XV wieku za panowania Władysława II Jagiełły jako element polityki zmierzającej do łagodzenia partykularyzmów prawnych dwóch największych dzielnic Królestwa Polskiego. Po uzupełnieniu o dodatkowe artykuły wielkopolskie, jako tzw. dygesta uzupełnione, stały się później podstawą redakcji statutów kazimierzowskich w Syntagmatach.